# Aéroport international de Malé
L’aéroport international Velana de Malé (code IATA : MLE • code OACI : VRMM), anciennement connu sous le nom d’aéroport de Hulhulé ou de Ibrahim Nasir, est le principal aéroport des Maldives. Il est situé sur l'île de Hulhulé près de l'île-capitale Malé.
L'aéroport ouvre le 12 avril 1966 et est officiellement inauguré sous son nouveau nom le 11 novembre 1981.

## Situation
| \| 10 km1:7 410 000 \| Kulhudhuffuchi Hoarafuchi Funadhoo Maavaarulaa Hanimaadhoo Kooddoo Malé Kaadedhdhoo Kadhdhoo Maamigili Fuvahmulah Gan Dharavandhoo Thimarafushi Ifuru Kudahuvadhoo |
| 10 km1:7 410 000 |

## Compagnies et destinations
| Compagnies               | Destinations |
| ------------------------ | --- |
| Aeroflot                 | Moscou Chérémétiévo |
| AirAsia                  | Kuala Lumpur |
| Air Astana               | Almaty |
| Air France               | En saison : Paris-Charles de Gaulle |
| Air India                | Bangalore-Kempegowda, Bombay-Chhatrapati-Shivaji |
| Air Seychelles           | Mahé-Seychelles international |
| Austrian Airlines        | En saison : Vienne-Schwechat |
| Batik Air Malaysia       | Kuala Lumpur |
| Beijing Capital Airlines | Pékin-Daxing |
| BeOnd                    | Milan-Malpensa, Munich-F. J. Strauß, Zurich |
| British Airways          | Londres-Heathrow |
| China Eastern Airlines   | Shanghai-Pudong |
| Condor                   | Francfort |
| Edelweiss Air            | En saison : Zurich |
| Emirates                 | Colombo-Bandaranaike, Dubaï |
| Etihad Airways           | Abou Dabi |
| flydubai                 | Colombo-Bandaranaike, Dubaï |
| Flyme                    | Dharavandhoo (en), Gan, Villa Maamigili |
| Flynas                   | En saison : Riyad-roi Khaled |
| Gulf Air                 | Manama-Bahreïn, Colombo-Bandaranaike |
| Hong Kong Airlines       | En saison : Hong Kong |
| IndiGo                   | - Bangalore-Kempegowda, - Bombay-Chhatrapati-Shivaji, - Cochin, - Delhi-Indira Gandhi, - Hyderabad-R. Gandhi, - Madras (Chennai) |
| ITA Airways              | En saison : Rome Léonard-de-Vinci/Fiumicino |
| Kuwait Airways           | Koweït |
| Maldivian                | - Bangalore-Kempegowda, - Bangkok-Don Muang, - Bangkok-Suvarnabhumi, - Cochin, - Colombo-Ratmalana, - Dacca-Shah Jalal, - Dharavandhoo (en), - Fuvahmulah (en), - Gan, - Hambantota-Mattala, - Hanimaadhoo, - Hoarafuchi, - Kaadedhdhoo (en), - Kadhdhoo (en), - Kooddoo (en), - Kuala Lumpur, - Madras (Chennai), - Thimarafushi (en), - Trivandrum Charter : - Changsha, - Chongqing-Jiangbei, - Fuzhou-Chánglè, - Hangzhou-Xiaoshan, - Nankin, - Wuhan, - Xi'an-Xianyang |
| Manta Air                | Dhaalu (en), Dharavandhoo (en), Gan, |
| Neos                     | En saison : Milan-Malpensa, Rome Léonard-de-Vinci/Fiumicino, Vérone - Villafranca |
| Oman Air                 | Mascate |
| Qatar Airways            | Colombo-Bandaranaike, Doha-Hamad |
| Royal Jordanian          | Amman-Reine-Alia |
| Saudia                   | Riyad-roi Khaled, Djeddah - Roi-Abdelaziz |
| Sichuan Airlines         | Chengdu-Shuangliu |
| Singapore Airlines       | Singapour-Changi |
| SriLankan Airlines       | Colombo-Bandaranaike |
| Thai AirAsia             | Bangkok-Don Muang |
| Turkish Airlines         | Istanbul |
| US-Bangla Airlines       | Dacca-Shah Jalal |
| Uzbekistan Airways       | Tachkent |
| Virgin Atlantic          | En saison : Londres-Heathrow |
| Vistara                  | Bombay-Chhatrapati-Shivaji, Delhi-Indira Gandhi |
| Wizz Air                 | Abou Dabi |

Édité le 28/05/2018  Actualisé le 3/12/2023